# دراما مراهقين
دراما مراهقين (بالإنجليزية: Teen drama)‏ هي نوع من المسلسلات الدرامية التي تركز بصفة أساسية على شخصيات في سن المراهقة. وكان هذا النوع غير موجود نسبيا في السنوات الـ 45 الأولى من التلفاز. لكنه برز في بداية التسعينات، وخاصة مع الشعبية التي حققها مسلسل «بيفرلي هيلز، 90210».